# Czesław Andrycz

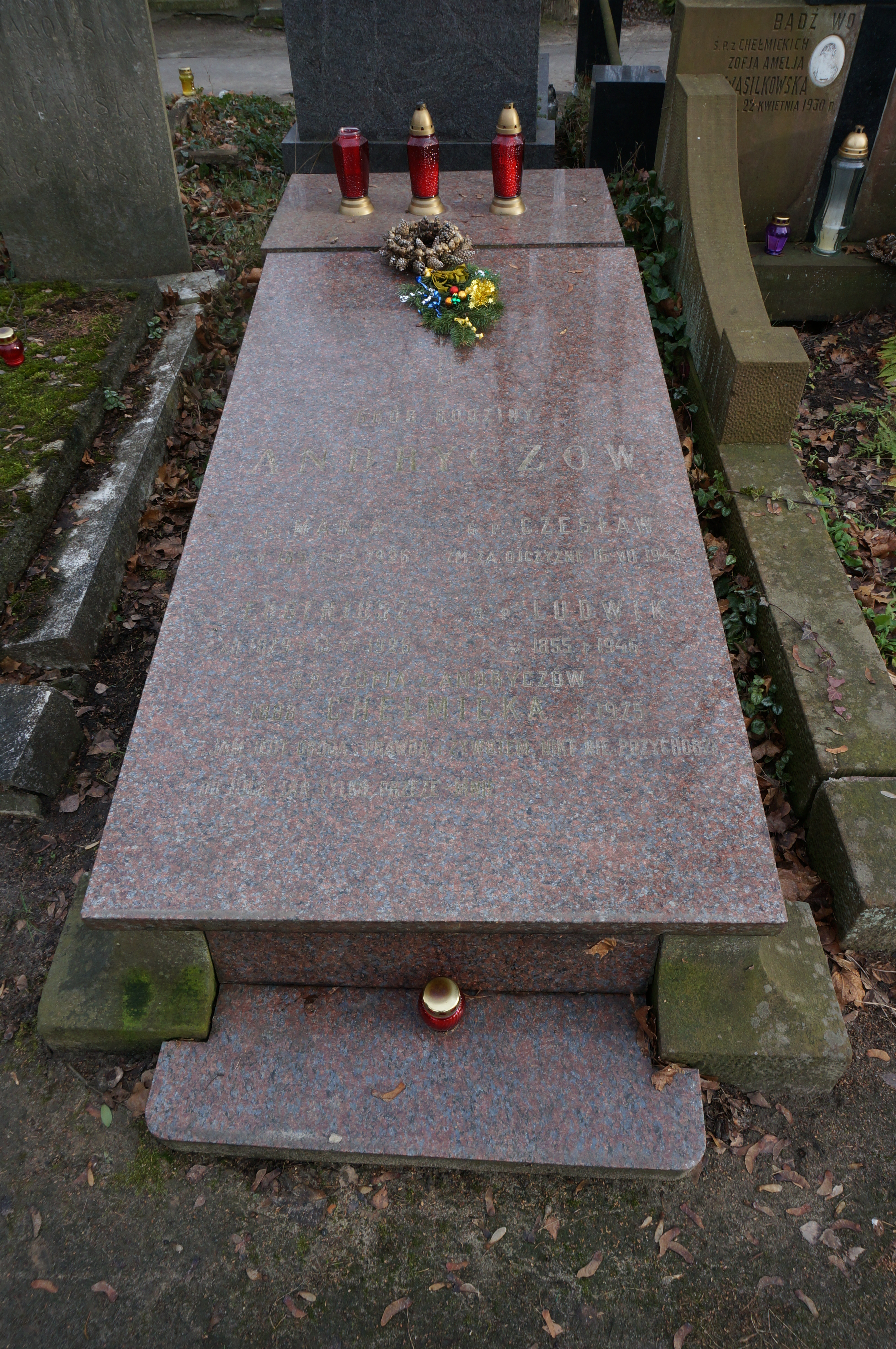
Grób Czesława Andrycza na cmentarzu Powązkowskim

Czesław Andrycz (ur. 19 września 1878 w guberni lubelskiej, zm. 16 lipca 1943 w Warszawie) – polski architekt, urzędnik konsularny i dyplomata II Rzeczypospolitej.

## Życiorys
Urodził się jako Tomasz Czesław Andrycz (później używał drugiego imienia), syn Ludwika Jana (1855–1946) i Marii z Sikorskich (1851–1926). Ukończył gimnazjum w Odessie. Studiował na Wydziale Architektury Politechniki Ryskiej w latach 1900–1904, w trakcie studiów został przyjęty do korporacji akademickiej Arkonia. Kontynuował naukę na Wydziale Prawa Uniwersytetu Petersburskiego. W czasie I wojny światowej pracował w Komitecie Narodowym Polskim w Paryżu, gdzie był szefem Departamentu Administracyjno-Technicznego przy Sekretariacie Generalnym. 
Po odzyskaniu niepodległości, od 6 maja 1919 roku pełnił służbę konsularną jako konsul i kierownik konsulatu Rzeczypospolitej Polskiej w Paryżu. Od 13 maja do 30 lipca 1920 roku pełnił funkcję konsula generalnego w Olsztynie, był również delegatem rządu polskiego do Komisji Międzysojuszniczej podczas plebiscytu na Warmii i Mazurach. Następnie był delegatem rządu polskiego jako radca legacyjny w Kłajpedzie. Od grudnia 1921 do listopada 1924 roku pracował w MSZ jako naczelnik Wydziału Ogólnego Departamentu Politycznego, był też zastępcą dyrektora Protokołu Dyplomatycznego. Z początkiem grudnia 1924 roku powołano go jako chargé d’affaires w Poselstwie RP w Atenach. Powrócił do Polski 24 lutego 1926 roku i pracował w centrali Ministerstwa Spraw Zagranicznych. 
31 sierpnia 1931 roku przeszedł w stan spoczynku. Poświęcił się wówczas hodowli koni, od 1926 posiadał stajnię „Topór”, a jego konie uczestniczyły w gonitwach na warszawskim Torze Wyścigów. Podczas okupacji niemieckiej uczestniczył w życiu konspiracyjnym, od marca 1943 roku był współtwórcą Departamentu Spraw Zagranicznych przy Delegaturze Rządu na Kraj, sekretarzem przewodniczącego Romana Knolla. Aresztowany i uwięziony na Pawiaku został zamordowany podczas egzekucji odwetowej w ruinach getta. Pochowany na cmentarzu Powązkowskim (kwatera 113-2-14).

## Ordery i odznaczenia
- Krzyż Oficerski Orderu Odrodzenia Polski (7 lipca 1925)[2]
- Złoty Krzyż Zasługi (29 kwietnia 1930)[3]